# Північні ворота Гераси
Північні ворота Гераси – монументальна споруда античного міста Гераса, котре передувало сучасному Джерашу (знаходиться за три з половиною десятки кілометрів на північ від столиці Йорданії Амману). Складова частина грандіозного комплексу руїн Гераси.

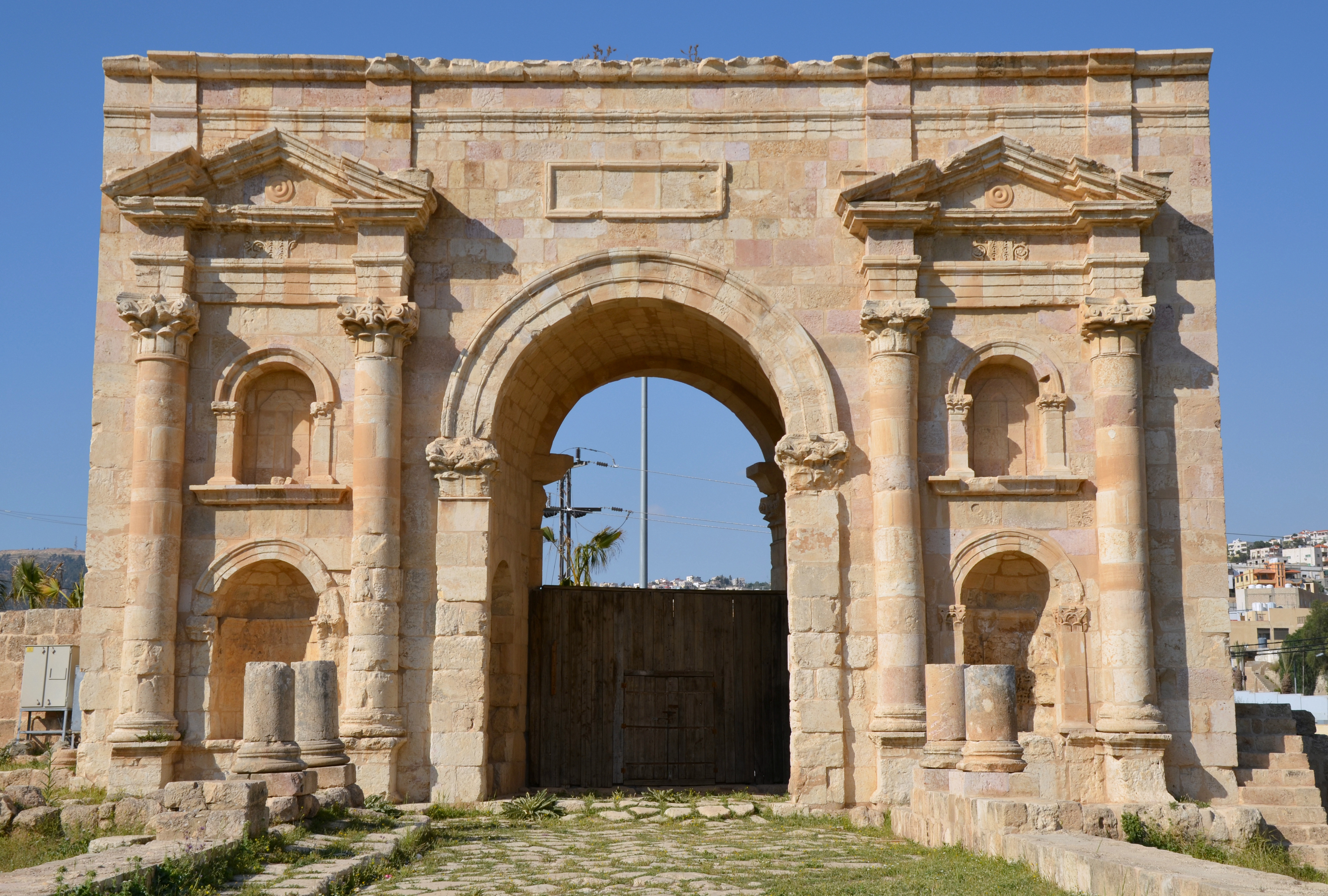
Вид на ворота з південної сторони (із міста). На знімку по внутрішньому проходу можливо помітити зазначену в статті певну асиметричність споруди

Північні ворота знаходяться в місці, де до Гераси підходила дорога від важливого середземноморського порту Птолемаїда, яка на своєму шляху минала ще одне розташоване на території сучасної Йорданії відоме античне поселення Пела. Пройшовши через них, прибулий одразу потрапляв на кардо – головну вулицю напрямку північ-південь в містах римської імперії. 
У перші століття існування Гераси ворота знаходились за п’ять метрів вглиб міста від споруди, котра наразі прикрашає північний в’їзд. Останню звели за наказом Клавдія Севера, котрий між 106 та 115 роками у ранзі легата (legatus pro praetore) був першим губернатором провінції Аравія, створеної в результаті анексії Набатейського царства імператором Траяном. Джераш при цьому передали до складу нової провінції, в якій розгорнулись роботи по удосконаленню дорожної мережі – головним результатом було прокладання дещо далі на схід Нової Траянової дороги, проте Клавдій Север також відповідав і за перебудову дороги у напрямку Пели.

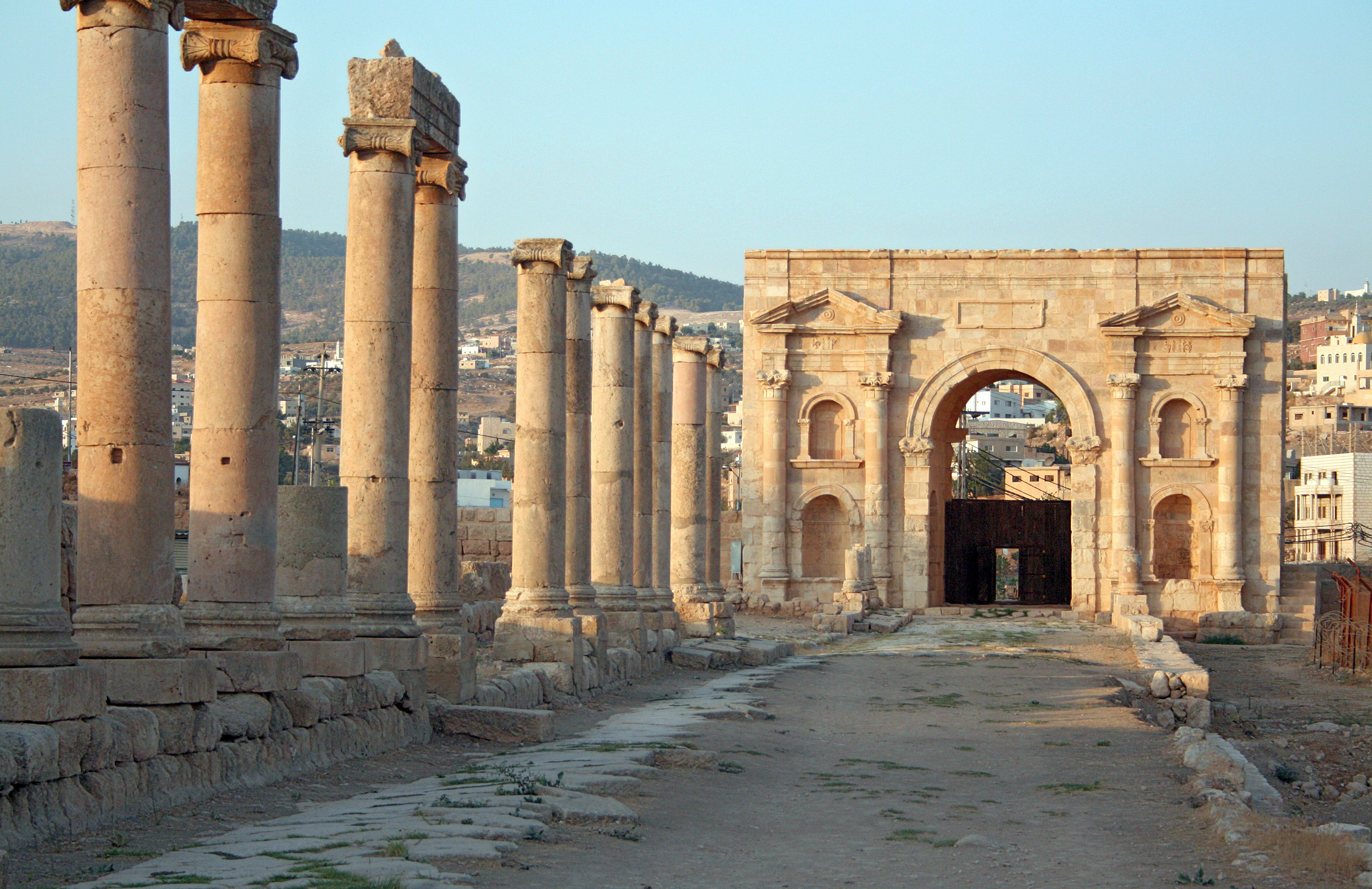
Завершальна ділянка секції кардо, що веде до Північних воріт

Особливістю цих воріт стала їх асиметричність – зовнішній фасад на 1,65 метра ширше за внутрішній, так само суттєво відрізняються бічні сторони. Це стало результатом розташування фасадів перпендикулярно до осей пелійської дороги та кардо, котрі не співпадали між собою (тобто дорога при проході через ворота дещо змінювала свій напрямок). Єдиний проїзд споруди мав ширину 5,4 метра та висоту понад 9 метрів. Споруджені Клавдієм Севером ворота були не лише елементом оборонної системи міста, але й виконували певну естетичну функцію – на кожному з фасадів проїзд обрамляли по чотири ніші, розташовані у два ряди та фланковані колонами з капітелями коринфського ордеру. Споруду сполучили з міським муром новими перехідними секціями товщиною 2,25 метрів, котрі були на 0,75 метра тоншими за існуючі стіни.
Ворота знаходяться за двісті двадцять метрів далі по кардо від Північного тетрапілона, при цьому станом на другу половину 2010-х прохід через них був заблокований.